# Huta Komorowska
Huta Komorowska – wieś w Polsce położona w Kotlinie Sandomierskiej, administracyjnie w województwie podkarpackim, w powiecie kolbuszowskim, w gminie Majdan Królewski.
| SIMC    | Nazwa    | Rodzaj    |
| ------- | -------- | --------- |
| 0799061 | Bór      | część wsi |
| 0799078 | Dołek    | część wsi |
| 0799084 | Góra     | część wsi |
| 0799090 | Gubernia | część wsi |
| 0799109 | Kamionka | część wsi |
| 0799115 | Krzywica | część wsi |
| 0799121 | Obary    | część wsi |

W latach 1975–1998 miejscowość administracyjnie należała do województwa tarnobrzeskiego.
Nazwa miejscowości pochodzi od rzeczownika huta oraz pobliskiego Komorowa. W skład wsi wchodzą przysiółki: Bór, Dołek, Góra, Gubernia, Kamionka, Krzywica, Obary, Osiczyny, Raczyk oraz Wojnasy. W granicach wioski znajdują się lasy o nazwach: Buda Tuszowska, Pastwisko, Raczyk, Smarkata, Wisy, Za Hutą, Za Wojnasami oraz Zwierzyniec.
W miejscowości jest przystanek kolejowy Huta Komorowska oraz przystanek Majdan Królewski.

## Huta szkła
Huta Komorowska została założona końcem XVII wieku w królewszczyźnie ówczesnego starostwa sandomierskiego. Jako datę prawdopodobnego założenia Huty przyjmuje się rok 1674. Wtedy to Aleksander Michał Lubomirski, a następnie jego syn Józef Karol, ówcześni starostowie sandomierscy, założyli hutę szkła nad rzeką Korzeń oraz dwie oficyny: najpierw szklaną „officina vitruaria”, czyli Hutę (później nazywaną Komorowską), a z upływem czasu drugą „potażnię alias Maydan”. Największy rozkwit przemysłu szklanego w Hucie Komorowskiej miał miejsce końcem XVII w. i w I połowie XVIII wieku. W hucie zatrudniano Czechów oraz robotników z Krakowa i Ropczyc. Huta upadła po I rozbiorze Polski, po wprowadzeniu w życie pantentu leśnego dla Galicji z 20 września 1782 r., ograniczającego m.in. wyrób potażu, niezbędnego surowca do produkcji szkła.

## Czasy Kozłowieckich
Po I rozbiorze Huta Komorowska przeszła na własność skarbu Austrii. Początkowo dobra kasztelanii sandomierskiej dzierżawił hrabia Józef Kajetan Ossoliński. Na początku XIX wieku Huta wraz z innymi miejscowościami stała się własnością Kulczyckich. W roku 1835 byłe królewszczyzny, czyli tzw. dobra kameralne, sprzedane zostały podczas licytacji. Hutę Komorowską wraz z Majdanem, Komorowem i Brzostową Górą zakupił Jan Dolański z Baranowa, a po nim dobra te przejął Stefan Dolański.
Ostatecznie drogą rodzinnych koligacji Hutę Komorowską i Majdan z Porębami odziedziczył wnuk Szczepana Dolańskiego, Czesław Kozłowiecki, który żeniąc się z Marią z Kaczkowskich otrzymał Komorów. Wybudował we wsi Huta Komorowska okazały dwór wraz z zabudowaniami folwarcznymi, a wokół niego założył park – arboretum. Po nim właścicielem Huty został jego syn Adam z żoną Marią z domu Janocha. Mieli oni troje dzieci: Czesława rozstrzelanego w 1940 r. przez hitlerowców; Jerzego, który po działaniach wojennych w czasie II wojny światowej wyemigrował do Kanady oraz Adama – późniejszego arcybiskupa i kardynała. Ksiądz Adam Kozłowiecki, na początku II wojny światowej trafił do niemieckich obozów koncentracyjnych w Auschwitz i Dachau z numerem obozowym 1006.
Adam Kozłowiecki senior przy dworze wybudował tartak, cegielnię, zakład wyrobu dachówek i kręgów betonowych, a nieopodal na rzece Korzeń młyn wodny. Wraz z żoną powołał Fundację Naukowo-Wychowawczą, której celem miało być wybudowanie w Hucie Komorowskiej obiektów szkolnych służących kształceniu młodzieży z zakresu leśnictwa, rolnictwa i prawa. Wybuch II wojny światowej przerwał ich plany.
26 marca 2008 r. powołano w Majdanie Królewskim Fundację im. Księdza Kardynała Adama Kozłowieckiego „Serce bez granic”, która ma na celu rekonstrukcję pałacu Kozłowieckich z przystosowaniem na centrum pamięci o kardynale oraz utworzenie Diecezjalnego Centrum Misyjnego o charakterze formacyjno-edukacyjnym.
25 września 2011 roku zostało otwarte muzeum ks. kardynała Adama Kozłowieckiego – Misjonarza Afryki
.

## II wojna światowa i czasy powojenne
W czasie wojny ludność wsi została wysiedlona w związku z tworzeniem przez Wehrmacht poligonu dla piechoty i artylerii. Ponadto zlokalizowano tam obóz pracy dla Żydów, w którym następnie przetrzymywano Polaków. Łącznie przez obóz przeszło ok. 3 tys. osób. Zginęło w nim około 1,5 tys. więźniów, głównie Żydów.
Przed 1952 rozebrano dwór Kozłowieckich. W 1954 otworzono odbudowaną szkołę. W 1987 roku powstał kościół, a w 1991 erygowano parafię pw. Świętej Rodziny należącą do dekanatu Raniżów w diecezji sandomierskiej.